# Elite Airlines
Elite Airlines es una aerolínea de carga con base en Atenas, Grecia. Anunció que efectuaría vuelos de larga distancia desde Atenas a destinos como Los Ángeles y Toronto Pearson. Su base de operaciones principal es el Aeropuerto Internacional de Atenas.

## Flota
La flota de Elite Airlines se compone de las siguientes aeronaves (a 22 de junio de 2009):
- 1 × Boeing 747-SRF (estacionado)